# Abri du Blot
Pour les articles homonymes, voir Blot.
L'abri du Blot est un abri sous roche préhistorique situé dans la commune de Cerzat, dans le département français de la Haute-Loire en région Auvergne-Rhône-Alpes.
Il a livré des occupations successives datées du Paléolithique supérieur : Gravettien récent, Gravettien final (Protomagdalénien), Badegoulien et Magdalénien.

## Situation
Le site du Blot est en rive droite (côté nord) de l'Allier, 2 km au sud-ouest de Cerzat. Il est en bordure du Velay.
D'autres sites préhistoriques renommés sont dans les environs proches :
à Chanteuges (10 km au sud-est), le site de Tatevin (Gravettien, Magdalénien, Mésolithique) et celui de la Roche-à-Tavernat (Badegoulien) ;
à Polignac (35 km au sud-est), le Rond-du-Barry (Moustérien de type Levallois, Badegoulien, Magdalénien et Mésolithique), Sainte-Anne I (Paléolithique moyen à bifaces) et Sainte-Anne II (Magdalénien) ;
à Saint-Arcons-d'Allier (15 km au nord-ouest), l'abri du Rond (Moustérien, Protomagdalénien)…

## Historique
L'abri du Blot a été découvert durant l'hiver 1934-1935 par le propriétaire du terrain, Auguste Estival.

## Description
La répartition des vestiges (foyers, alignements de blocs) a révélé l'existence de cabanes adossées à la falaise.

## Stratigraphie
Le site présente une stratigraphie montrant la succession d'habitats saisonniers du Gravettien (vers 22 000 ans AP), du Protomagdalénien (vers 20 000 ans AP), du Badegoulien (vers 18 000 ans AP), et du Magdalénien récent (vers 13 000 ans AP) et terminal (vers 11 000 ans AP).
Selon V. Delvigne et al. (2019), il n'est plus question de « Magdalénien ancien » mais de Badegoulien.

## Industrie
Son industrie lithique est caractérisée par l'abondance des burins dièdres simples ou multiples, l'extrême rareté des grattoirs, le foisonnement des microlithes et en particulier des lamelles à dos, l'abondance des lames retouchées et, plus surprenant, des pièces esquillées. Jacques Virmont a commencé une étude typologique du Protomagdalénien, complétée par Bruno Bosselin pour l'ensemble des couches attribuées à ce stade final du Gravettien. J.P. Bracco (1991) rapporte que « H. Delporte (1982) a signalé la très grande parenté de cette industrie avec les niveaux correspondants de l'abri Pataud et de Laugerie-Haute, seuls gisements où le Protomagdalénien a été signalé ».
Le silex de certaines pièces lithiques provient des couches de Barrémien-Aptien (Barrémien-Bédoulien) de la zone de Cruas / Rochemaure en rive droite du Rhône, quelques kilomètres à l'ouest de Montélimar - à 115 km au sud-est de Cerzat.

## Faune
Le renne représente, durant la période du Gravettien, une importante part de la faune chassée.

## Protection
L'abri du Blot est classé au titre des monuments historiques par arrêté du 3 mars 1989.